# Teresa Gallifa i Palmarola
Teresa Gallifa i Palmarola (Sant Hipòlit de Voltregà, Osona, 21 de juny de 1850 - Barcelona, 17 de març de 1907) fou una treballadora i vídua, fundadora de la Congregació de les Serventes de la Passió. Ha estat proclamada venerable per l'Església Catòlica.

## Biografia
Nascuda a Sant Hipòlit el 1850, filla d'Hipòlit Gallifa i Magdalena Palmarola (o Palmerola), va quedar òrfena de pare molt petita, i començà a treballar als deu anys com a pastora, després en un teler i més tard com a minyona. Es va casar amb un paleta i tingueren set fills, només un dels quals passà dels cinc anys, tot i morir als disset. En fer els 32 anys, quedà vídua i s'instal·là a Vic, on rebé classes d'obstetrícia i començà a exercir de llevadora per guanyar-se la vida. Aviat descobrí que la pràctica de l'obstetrícia no sempre s'orientava envers el respecte de la vida del fill, sobretot quan la situació de la mare era compromesa: sovint acabava amb l'avortament o l'abandonament dels fills.
Preocupada per aquesta situació, provocada per l'abandonament i marginació social que patien mares solteres, pensà de posar-hi remei. Aconsellada pel seu confessor, decidí de fundar cases d’acollida per a solteres que volguessin tenir el seu fill, amb llevadores cristianes i on els nounats rebien el baptisme. Teresa va voler formar-se millor i deixà el seu únic fill a Manlleu per anar a Barcelona: el 1886 obté el certificat de l’Escola de Magisteri i, posteriorment, el títol oficial de llevadora.
Proposà la creació d’una congregació religiosa al bisbe Morgades, però li denegà la petició perquè no pensava que hi hagués prou recursos humans ni materials. Tot i això, aprovà l’obertura d’un pis a Vic on acollí nou embarassades, l’Asil de la Visitació, el 1886; alhora que les atenia, Gallifa els feia catequesi i les educava, especialment les mares amb problemes personals, familiars o socials, normalment sense recursos econòmics. La iniciativa, però, despertà reticències a la ciutat, que veia que unes pecadores rebien ajuts i no càstig; el 1891, la fundadora va haver de traslladar-se a Barcelona, tot i que a Vic deixà un petit nucli d'ajudants que no volgué marxar. Preocupada per aconseguir el reconeixement de l'església, en una visita a Roma el 1894 obtingué la benedicció del papa Lleó XIII, però no aconseguí l'autorització eclesiàstica. Continuà amb la seva tasca i després de la mort del seu fill, invertí la resta dels seus diners en l'adquisició d’una casa més gran per acollir-hi més dones.
Salvador Casañas, cardenal de Barcelona, intentà l'aprovació per part de Roma, però trobà la negativa de reconèixer-lo com a institut de vida consagrada i la prohibició que les seves integrants duguessin hàbit o emetessin vots públics. Llavors Casañas, el 1904, autoritzà per tres anys l’obra de la Pia Unió de les Serventes de la Passió, i els permeté fer promesa de perseverança, en substitució dels vots. El fet que les seves membres exercissin la professió de llevadores feia improbable que es pogués aprovar com a congregació.
De tota manera, la institució, dirigida per Gallifa durant vint anys, esdevingué un refugi per a les dones embarassades pobres: el centre tenia una sala bressol, una d’infància i una càtedra d'obstetrícia per a formar llevadores. Des de la seva creació fins al 1904, l’Asil, només a Barcelona, atengué unes 2.500 dones. Amb el temps es crearen centre d'acollida a Sant Hipòlit de Voltregà, València, Vigo, Camerun i Mèxic.
També organitzà la Pia Unió de la Visitació de la Mare de Déu, per a la formació espiritual de les llevadores; l'Apostolat del Sant Baptisme per instruir en l'administració del baptisme de necessitat; la Milícia Angèlica per als nois, i els Missatgers Catòlics de Maria Immaculada per a agrupar els creients enfront de l'ateisme imperant.
Morí a Barcelona el 1907, i fou sebollida a la capella de la casa general de Barcelona, al Convent de la Visitació (carrer de Llobet i Vall-llosera). Havia estat casada amb Manuel Benito Codolesa, de qui havia enviudat el 13 de juny de 1882 i amb qui va tenir dos fills.
L'institut es va aprovar com a congregació religiosa el 1926. El 1972 s’inicià el procés de beatificació de la fundadora, quan el cardenal Narcís Jubany la proclamà serventa de Déu. El 25 de juny de 1996, Joan Pau II la declarà venerable, reconeixent-ne l'heroicitat de virtuts.

## Obra escrita
- 1900 - Consejos a las casadas y a las madres de família. Barcelona.
- 1901 - Piadosos ejercicios en memoria de la Pasión de Nuestro Señor Jesucristo y de los dolores de su Santísima Madre. Barcelona.